# Хергенфелд
Хергенфелд (њем. Hergenfeld) општина је у њемачкој савезној држави Рајна-Палатинат. Једно је од 119 општинских средишта округа Бад Кројцнах. Према процјени из 2010. у општини је живјело 506 становника. Посједује регионалну шифру (AGS) 7133044.

## Географски и демографски подаци
Хергенфелд се налази у савезној држави Рајна-Палатинат у округу Бад Кројцнах. Општина се налази на надморској висини од 317 метара. Површина општине износи 5,9 km². У самом мјесту је, према процјени из 2010. године, живјело 506 становника. Просјечна густина становништва износи 86 становника/km².